# واحد ۷۷۷
واحد ۷۷۷ (عربی: الوحدة 777 قتال) یگان نیروهای ویژه و ضدتروریسم نیروی زمینی مصر است، که در سال ۱۹۷۸ تأسیس شد.
واحد ۷۷۷ ویژه، یک واحد نیروهای ویژه در ارتش مصر است که زیرمجموعه نیروی الساکا قرار می‌گیرد. آنها در عملیات سیاه، حملات کماندویی، مبارزه با تروریسم، حفاظت از مقامات اجرایی، نجات گروگان، جنگ نامنظم، شکار انسان و عملیات ویژه در پشت خطوط دشمن تخصص دارند. این واحد در سال ۱۹۷۸ توسط دولت انور سادات در پاسخ به نگرانی‌ها از افزایش فعالیت‌های تروریستی پس از اخراج مشاوران نظامی شوروی از کشور توسط سادات و تلاش‌های او برای دستیابی به صلح با اسرائیل ایجاد شد.